# 花山峠
花山峠は日本にある峠である。
- 宮城県栗原市と秋田県湯沢市を結ぶ峠。本項で詳述。
- 福井県福井市と同県大野市を結ぶ峠。

花山峠（はなやまとうげ）は標高741m、宮城県栗原市と秋田県湯沢市とを結ぶ峠である。

## 概要
花山峠には国道398号が通っており、宮城県北部と秋田県南部を結ぶ重要な道となっている。この峠はヘアピンカーブが続き大型車は通年通行止めとなっており、冬期間は閉鎖のため大型車に限らず通行止めとなっている。近年、県境より秋田側（栗駒道路分岐付近）において2車線化、勾配・曲線緩和の改良工事が進められている。